# Aeroportul Los Alamos County
Aeroportul Los Alamos County (IATA: LAM, ICAO: KLAM, FAA LID: LAM) este un aeroport din New Mexico, Statele Unite ale Americii ce deservește zona Los Alamos. A fost numit după zona deservită.
Situat la o altitudine de 2.186 m, aeroportul dispune de 1 pistă.

## Infrastructură

### Piste
Aeroportul dispune de o singură pistă. Pista 09/27 are suprafața de asfalt și dimensiunile 6.000 picioare × 120 picioare. 